# Quả bóng quần vợt

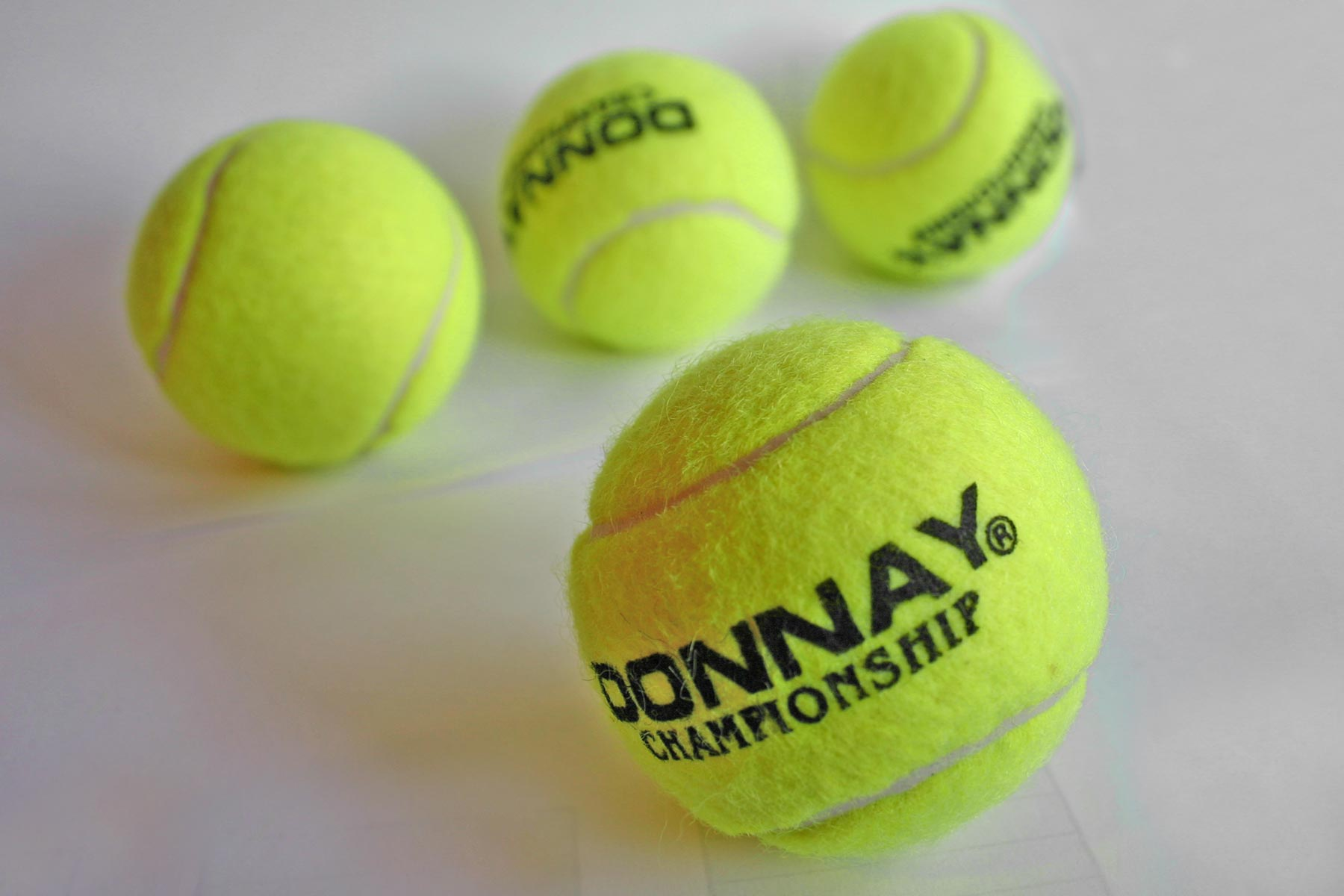
Một vài quả bóng quần vợt.

Một quả bóng quần vợt hay bóng tennis là một quả bóng có độ nẩy khi va đập, thiết kế cho môn thể thao quần vợt, nhưng cũng được dùng cho một số môn thể thao khác như squash tennis hay lotball.
Những quả bóng quần vợt đầu tiên trong lịch sử được làm bằng da nhồi lông hay len. Từ thế kỷ 18 trở đi, một dải len rộng ¾ inch được quấn chặt quanh một nhân, rồi được buộc xung quanh bằng các sợi dây và bọc bên ngoài bằng vải trắng. Loại bóng này, được cải tiến với lõi gỗ bấc, vẫn được dùng trong môn real tennis ngày nay.
Những năm 1870, luật quần vợt quy định dùng cao su làm bóng, và các quả bóng được xếp trong ống khi vận chuyển, thường mỗi ống chứa bốn quả.
Một quả bóng quần vợt hiện đại thông thường bao giờ cũng gồm hai phần, phần ruột và vỏ. Phần ruột được làm từ cao su rỗng (lõi) và phần vỏ phủ ra bên ngoài là chất liệu len (nỉ). Hiện nay, bóng tennis có hai màu chính được phép sử dụng ở các giải đấu là trắng và vàng xanh. Bóng tennis có đường kính từ 2,5 inch (6,25 cm) đến 2,63 inch (6,57 cm) và có trọng lượng trong khoảng từ 56 gam đến 59,4 gam. Theo những quy định trong luật tennis, khi được thả từ độ cao 100 inch (254 cm) xuống nền xi măng, bóng phải có độ nảy từ 53 đến 58 inch (135 đến 147 cm).